# Nykredits Fond
Nykredits Fond er en dansk fond, der administreres af Forenet Kredit, foreningen som en hovedaktionær i Nykredit og Totalkredit. Nykredits Fond støtter initiativer i dansk erhvervsliv med særligt fokus på byggesektoren. Fonden giver også støtte til forskning og kultur. Fonden har en grundkapital på 100 mio. kr.
Fondens formand er Nina Smith.
Nykredits Fond har givet penge til en lang række forskellige kulturelle institutioner heriblandt Fuglsang Kunstmuseum, Middelaldercentret, Fregatten Jylland og kunstmuseet HEART. I 2019 uddelte fonden 12 mio. kr. til sammenlagt 92 projekter. Året før var der uddelt 1,3 mio. kr.
Fonden uddeler også Nykredits Arkitekturpris, der er Skandinaviens største arkitekturpris på 500.000 kr.